# 巴爾塔沙·卡洛斯
巴爾塔沙·卡洛斯（西班牙語：Baltasar Carlos，1629年10月17日—1646年10月9日），阿斯圖里亞斯親王，西班牙國王費利佩四世的長子。
1646年，巴爾塔沙·卡洛斯於薩拉戈薩因天花去世，年僅16歲。